# 김철수 (1956년 11월)
김철수(金哲秀, 1956년 11월 20일 ~ , 강원도 속초시) 대한민국의 정치인이다. 강원도 속초시장을 역임했다.

## 학력
- 청호초등학교 졸업
- 속초중학교 졸업
- 속초고등학교 졸업
- 경동대학교 경영정보학과 졸업

## 경력
- 강원도 속초시 청호동장
- 강원도 속초시 조양동장
- 2005.09: 속초시청 자치행정과장
- 2010.08: 속초시청 주민생활지원실장
- 2014.12 ~ 2015.12: 제25대 강원도 속초시 부시장
- 희망속초포럼 대표
- 2018.07 ~ 2022.06: 제28대 민선 7기 강원도 속초시장

## 논란

### 당적 갈아타기
공무원 퇴직 후 새누리당 소속이었으나 탈당하고 바른정당에 입당하여 평당원 생활을 4개월가량 하다가 더불어민주당에 입당하여 이후 2018년 제7회 전국동시지방선거에서는 더불어민주당 공천으로 현직 시장인 자유한국당 이병선 후보를 누르고 당선에 성공했다.

### 공직선거법 위반
제7회 지방선거 후보자 방송토론회에서 "이병선 후보는 속초시로부터 용역 받던 광고업체 대표에 대해 김철수 후보자 편이라는 이유로 일을 하나도 주지 않아 그를 죽음으로 몰고 갔다"라는 허위사실을 공표한 혐의(공직선거법 위반)로 기소되어 2019년 5월 30일 춘천지법 속초지원에서 열린 1심에서 벌금 300만 원의 선고유예를 선고받았다. 2019년 8월 28일 서울고법 춘천재판부에서 열린 2심에서도 벌금 300만 원의 선고유예를 선고받았다. 검찰과 김 시장 측 모두 상고하지 않아 형이 확정되었고 시장직을 유지하게 되었다.

## 소속 정당
| 소속 정당 | 소속 정당    | 소속 기간 | 비고      |
| --------- | ------------ | --------- | --------- |
|           | 새누리당     | 2016      | 정계 입문 |
|           | 무소속       | 2016~2017 | 탈당      |
|           | 바른정당     | 2017      | 창당      |
|           | 무소속       | 2017      | 탈당      |
|           | 더불어민주당 | 2017~     | 입당      |

## 역대 선거 결과
| 실시년도 | 선거      | 대수 | 직책 | 선거구      | 정당         | 득표수    | 득표율          | 순위 | 당락 | 비고           |
| -------- | --------- | ---- | ---- | ----------- | ------------ | --------- | --------------- | ---- | ---- | -------------- |
| 2018년   | 지방 선거 | 28대 | 시장 | 강원 속초시 | 더불어민주당 | 17,617 표 | \| \| 44.32% \| | 1위  |      | 초선, 민선 7기 |
|          | 44.32%    |      |      |             |              |           |                 |      |      |                |